# Орелье
Орелье — озеро в Пореченской волости Великолукского района Псковской области, к северо-востоку от Урицкого озера.
Площадь — 1,9 км² (192,0 га). Максимальная глубина — 4,0 м, средняя глубина — 2,5 м. Площадь водосборного бассейна — 15,8 км².
На берегу озера расположены деревни: Тепенево, Лопаткино, Рябиновка, Дикое.
Слабопроточное. Относится к бассейнам рек-притоков: ручей Заорлицкий (Лопаткинский), ручей Пашковский, Серучица (Пестриковский канал), Ловать.
Тип озера лещово-плотвичный с уклеей и судаком. Массовые виды рыб: щука, окунь, плотва, окунь, судак, уклея, ерш, красноперка, густера, карась, линь, язь, налим, пескарь, вьюн, щиповка; раки (единично).
Для озера характерно: крутые, отлогие, местами низкие заболоченные берега; дно в литорали — песок, песок с галькой, камни, заиленный песок, в центре — ил, заиленный песок, есть песчаные нальи; есть береговые ключи, леса, луга, огороды.